# Бартоломе Гільєрмо Бланш Еспехо
Бартоломе Гільєрмо Бланш Еспехо (ісп. Bartolomé Guillermo Blanche Espejo; 6 червня 1879, Ла-Серена (Чилі) — 10 червня 1970, Сантьяго) — чилійський армійський офіцер, тимчасовий президент Чилі в 1932 році.

## Біографія
Народився в Ла-Серена, Кокимбо, де здобув середню освіту в міському ліцеї. Потім в 1895 вступив кадетом у військову академію в Сантьяго, закінчивши її в званні другого лейтенанта кавалерії та отримав призначення в ескадрон Escolta.
У званні лейтенанта служив у військовому училищі, в підрозділі по відпрацюванню кавалерійських навичок. З 1904 до 1905 року для проходження подальшої служби був направлений до Німеччини, де навчався в кавалерійської школі в Ганновері. Повернувшись в Чилі, вже в званні капітана служив в кавалерійському полку № 1 «Granaderos». У 1912 навчався у військовій академії, після випуску з якої отримав звання майора і був призначений керівником комісії з дослідження півострова Тайтай, а потім отримав призначення в кавалерійський полк № 2 «Cazadores».
У званні підполковника командував кавалерійськими полками № 4 «Coraceros» і № 2 «Cazadores», згодом був переведений до центрального апарату міністерства оборони.
У 1925 році, маючи звання полковника, був призначений військовим аташе в посольство Чилі у Франції, а потім генеральним керуючим справами поліції.
У 1927 році отримав звання бригадного генерала і призначений військовим міністром, займаючи цю посаду до 1930 року.
У 1932 році став міністром внутрішніх справ в тимчасовому уряді Карлоса Давіли. Після відставки якого з 13 вересня того ж року став тимчасовим президентом республіки Чилі. Наступні події заколоту 27 вересня 1932 року змусили його піти у відставку менш ніж через місяць після вступу на посаду — 3 жовтня 1932 року, передавши повноваження голови Верховного суду Чилі Аврааму Ояненделю.
Помер в Сантьяго в 1970 році у віці 91 року.